# جيل هودجز
جيل هودجز (بالإنجليزية: Gilbert "Gil" Raymond Hodges)‏ هو لاعب كرة قاعدة أمريكي، ولد في 4 أبريل 1924 في إنديانا في الولايات المتحدة، وتوفي في 2 أبريل 1972 في ويست بالم بيتش في الولايات المتحدة بسبب نوبة قلبية.

## وصلات خارجية
- الموقع الرسمي
- جيل هودجز على موقع دوري كرة القاعدة الرئيسي (الإنجليزية)
- جيل هودجز على موقعبيزبول رفرنس.كوم (الدوري الرئيسي) (الإنجليزية)
- جيل هودجز على موقعبيزبول رفرنس.كوم (الدوري الثانوي) (الإنجليزية)
- جيل هودجز على موقع جمعية أبحاث البيسبول الأمريكية (الإنجليزية)
- جيل هودجز على موقع إي إس بي إن.كوم (أم.أل.بي) (الإنجليزية)
- جيل هودجز على موقع مشجعي الرسوم البيانية (الإنجليزية)
- جيل هودجز على موقع الموسوعة البريطانية (الإنجليزية)
- جيل هودجز على موقع إن إن دي بي (الإنجليزية)
- جيل هودجز على موقع ديسكوغز (الإنجليزية)